# Лорел Каньон (художественный фильм)
«Лорел Каньон» (англ. Laurel Canyon) — фильм Лизы Холоденко 2002 года.

## Сюжет
Сэм и Алекс — недавно помолвленная пара, которая переезжает в Лос-Анджелес, чтобы продолжить свою карьеру. Сэм недавно окончил медицинский факультет, начинает свою ординатуру по психиатрии, в то время как Алекс заканчивает свою докторскую диссертацию по геномике. Они планируют остановиться в пустующем доме матери Сэма, Джейн, свободолюбивого продюсера звукозаписи в районе Лорел-Каньон в Лос-Анджелесе.
Однако планы изменились, Джейн все еще здесь, записывает альбом со своим британским бойфрендом Иэном Макнайтом и его группой.
Джейн и Йен находятся в разгаре пламенного романа, и продюсер, и группа, похоже, больше заинтересованы в вечеринках, чем в завершении записи. Присутствие Джейн является источником ужаса для Сэма, поскольку у него и его матери совершенно разные взгляды и напряженные отношения.
Новые варианты образа жизни, представленные ее будущей свекровью, интригуют обычно трудолюбивую Алекс, которая начинает проводить больше времени с группой и меньше времени над своей диссертацией. Растущее увлечение Алекс Джейн и Йеном приводит к сцене, где они втроем целуют друг друга обнаженными в бассейне.
Сам Сэм чувствует влечение к своей соотечественнице-израильтянке Саре, которая тоже интересуется им. Они обмениваются первым поцелуем, возвращаясь с неофициальной встречи стажеров, примерно в то же время, когда Алекс впервые встречается с Джейн и Йеном в бассейне. Некоторое время спустя, когда Алекс посещает вечеринку Джейн и Йена, проводимую в переполненном гостиничном номере в честь выхода нового альбома группы, Сэм и Сара встречаются на парковке и в разговоре, наполненном сексуальным напряжением, заявляют о своем влечении друг к другу.
Ситуация напрягает отношения Сэма и Алекс почти до предела к концу фильма. После того, как вечеринка закончилась и они втроем остались в номере, Йен пытается закончить (по его словам) свою встречу с Алекс и Джейн, но последняя решает не делать этого. Вернувшись домой после разговора с Сарой, Сэм решает отправиться в отель и обнаруживает Джейн, Йена и Алекс, полуодетых в спальне. В припадке ярости он несколько раз бьет Йена, бьет локтем свою мать, когда она пытается прекратить драку, и покидает отель, но Алекс преследует его по улице и признается ему в любви.
На следующее утро ситуация, похоже, снова нормализуется. Но Сара звонит Сэму и говорит ему, что не может контролировать свое сердце, в отличие от того, что он сказал ей накануне. Сэм наблюдает за окружающим, откладывает дальнейший разговор и на мгновение задумывается.

## В ролях
| Актёр              | Роль        |
| ------------------ | ----------- |
| Фрэнсис Макдорманд | Джейн       |
| Кристиан Бейл      | Сэм         |
| Кейт Бекинсэйл     | Алекс       |
| Наташа Макэлхон    | Сара        |
| Алессандро Нивола  | Иан Макнайт |
| Лу Барлоу          | Фрип        |
| Мелисса де Соуза   | Клаудия     |

## Критика
Критический прием был неоднозначным: рейтинг Rotten Tomatoes составил 68 % из 110 рецензий и общее резюме гласит: Хотя сам фильм имеет недостатки, Макдорманд фантастична в роли Джейн. Роджер Эберт из Chicago Sun-Times оценил фильм на 2 звезды из возможных 4: Лорел Каньон не является успешным фильмом — он слишком высокопарен и вял, но Макдорманд превращает его в блестящий фильм. Нет ничего плохого в том, кто она и что она делает, хотя все остальные актеры выглядят странно.
Metacritic дал фильму оценку 61 %.
Отношения между Алекс и Джейн принесли фильму 56-е место в списке «102 лучших лесбийских фильмов всех времен по версии Autostraddle».